# Festos Palace
Le Festos Palace (en grec : Φαιστός Παλάς, Faistós Palás) est un navire mixte rapide de la compagnie grecque Minoan Lines. Construit de 2001 à 2002 aux chantiers Fincantieri de Sestri Ponente dans la banlieue de Gênes, il portait à l'origine le nom d‘Europa Palace (en grec : Ευρώπη Παλάς, Evrópi Palás). Mis en service en mai 2002 sur les lignes entre la Grèce et l'Italie, il est ensuite affrété à partir de 2012 par la compagnie italienne Tirrenia qui l'emploie entre l'Italie continentale et la Sardaigne sous le nom d‘Amsicora. De retour dans la flotte de Minoan en 2018, il est affecté entre Le Pirée et la Crète, tout d'abord sous le nom de Mykonos Palace puis de Festos Palace à partir de 2020.

## Histoire

### Origines et construction
Depuis la seconde moitié des années 1990, les compagnies grecques Minoan Lines et Superfast Ferries se livrent une rude concurrence sur les lignes entre la Grèce et l'Italie. Superfast avait en effet révolutionné cette desserte dès 1995 en mettant en service deux car-ferries de dernière génération, alliant les dimensions et le confort d'un ferry classique à une vitesse élevée proche de celle d'un navire à grande vitesse, qui ont immédiatement rencontré un succès important.
En 1998, Minoan Lines annonce un important programme de renouvellement de sa flotte à la hauteur de 900 millions de dollars. Sept navires sont ainsi prévus à l'horizon 2002, deux sont destinés à assurer la liaison entre Le Pirée et la Crète tandis que les cinq autres seront exploité dans l'Adriatique. Les navires prévus pour l'Adriatique sont divisés en deux séries, la première axée sur le transport du fret et la deuxième sur le transport des passagers.
Baptisés Olympia Palace et Europa Palace, les futurs navires sont conçus de manière similaire aux sister-ships Knossos Palace et Festos Palace prévus pour être exploités en mer Égée. Ils ont en effet les mêmes dimensions ainsi qu'une apparence très voisine. La seule différence réside dans la configuration du garage, conçu pour transporter une quantité de fret plus élevée que leur modèle. Leur appareil propulsif est le même que sur leurs prédécesseurs, permettant d'atteindre des vitesses de 29 nœuds.
Construit par l'entreprise italienne Fincantieri sur le site de Sestri Ponente, dans la banlieue de Gênes, l‘Europa Palace est lancé le 26 octobre 2001. Après finitions, il est livré à Minoan Lines le 10 mai 2002.

### Service
Après une présentation publique à Héraklion le 12 mai, l‘Europa Palace est mis en service le 14 mai 2002 entre Patras, Igoumenitsa et Ancône.
À partir de 2006, son port d'arrivée en Italie et modifié pour celui de Venise.
Entre février et mars 2011, le navire est affrété afin d'évacuer la population libyenne menacée par la guerre civile. Il réalise à cet effet deux voyages entre Benghazi et Lattaquié en Syrie puis effectue une escale à Limassol à Chypre avant de regagner Patras. Il reprend par la suite ses rotations avec l'Italie.
En raison de la crise économique entraînant une baisse du nombre de passagers entre la Grèce et l'Italie, Minoan Lines décide de fermer la ligne de Venise en 2012. L‘Europa Palace et son jumeau sont alors affrétés par la compagnie italienne Tirrenia à partir du mois de juillet.

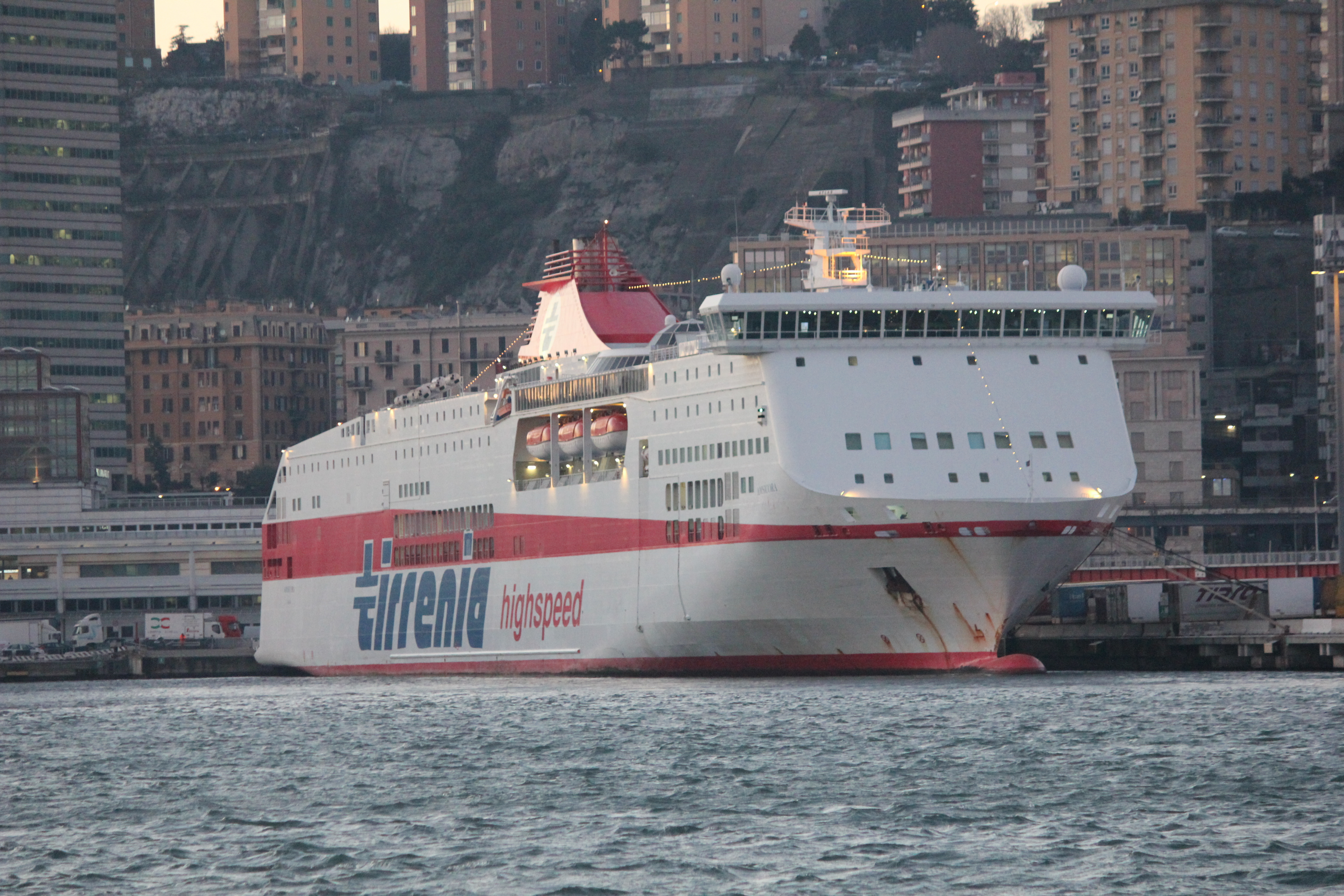
L‘Amsicora sous les couleurs de Tirrenia durant son affrètement.

Le navire rejoint les chantiers Palumbo de Messine le 19 juillet afin de recevoir quelques modifications en vue de sa nouvelle affectation. Les logos de Tirrenia sont peints en bleu sur sa coque et sa cheminée et le navire est renommé Amsicora. Il troque également le pavillon grec pour le pavillon italien.
L‘Amsicora débute ses rotations pour le compte de Tirrenia en août 2012 entre Civitavecchia, Arbatax et Cagliari, en Sardaigne. Il remplace sur cet axe les anciens navires de Tirrenia en compagnie de son jumeau, renommé Bonaria. Leur vitesse permet de réduire le temps de traversée à 11 heures au lieu de 15/16 heures auparavant. Pour des raisons de rentabilité, leur vitesse de croisière est fixée à 22 nœuds. Exploiter ces navires à pleine puissance sur ces lignes peu fréquentées occasionnerait en effet des pertes pour la compagnie.
Lorsque l'affrètement arrive à terme le 22 janvier 2018, l‘Amsicora navigue un temps entre Livourne et Palerme en Sicile pour le compte de Grimaldi Lines avant d'être finalement restitué à Minoan Lines le 16 juin. Son jumeau rejoindra quant à lui la flotte de Grimaldi Lines, société mère de Minoan.
Réintégré à la flotte de Minoan Lines, le navire prend le nom de Mykonos Palace et retrouve le pavillon grec. Il entame alors une seconde carrière pour le compte de son armateur d'origine en étant cette fois-ci affecté entre Le Pirée et la Crète.
Durant son arrêt technique, effectué à Malte aux chantiers Palumbo de La Valette en février 2019, le navire est le premier de Minoan Lines à se voir doté d'épurateurs de fumées, communément appelés scrubbers, visant à réduire ses émissions de soufre. Les travaux impliquent des modifications mineures au niveau de la cheminée qui est rehaussée pour permettre l'installation du dispositif.
Le 9 février 2020, le navire est renommé Festos Palace. Il récupère le nom porté jusqu'à présent par un autre navire de Minoan Lines qui est rebaptisé quant à lui Kydon Palace.

## Aménagements
Le Festos Palace possède 10 ponts. Bien que le navire s'étende en réalité sur 12 ponts, l'un d'entre eux est absents au niveau du garage afin de permettre au navire de transporter du fret. Les locaux des passagers occupent la totalité des ponts 9 à 7. Les ponts 2, 3 et 5  sont consacrés aux garages.

### Locaux communs
Le Festos Palace possède de confortables installations destinées aux passagers dont la majeure partie se situe sur le pont 7. Le navire dispose ainsi de deux espaces de restauration, de trois bars dont un extérieur avec piscine, et d'une galerie marchande.

### Cabines
Le Festos Palace dispose de 190 cabines principalement situées sur le pont 8. Elles sont le plus souvent équipées de deux à quatre couchettes ainsi que de sanitaires comprenant douche, WC et lavabo. Un salon de 108 fauteuil est également présent.

## Caractéristiques
Le Festos Palace mesure 214 m de long pour 26,40 m de large et son tonnage est de 36 825 UMS. Le navire a une capacité 1 900 passagers et est pourvu d'un garage pouvant accueillir 660 véhicules et 140 remorques répartis sur 4 niveaux. Le garage est accessible par deux portes rampes situées à l'arrière. La propulsion est assurée par quatre moteurs diesels Wärtsilä 16V46C développant une puissance de 62 520 kW entraînant deux hélices à pas variable faisant filer le bâtiment à une vitesse de 29,5 nœuds. Le Festos Palace possède six embarcations de sauvetage fermées de grande taille, trois sont situées de chaque côté vers le milieu du navire. Elles sont complétées par un canot semi-rigide. En plus de ces principaux dispositifs, le navire dispose de plusieurs radeaux de sauvetage à coffre s'ouvrant automatiquement au contact de l'eau. Le navire est doté de deux propulseurs d'étrave facilitant les manœuvres d'accostage et d'appareillage ainsi que de deux propulseurs arrières. Depuis 2019, le Festos Palace est équipé de scrubbers, dispositifs d'épuration des fumées permettant la réduction des émissions de soufre.

## Lignes desservies
De 2002 à 2012, l‘Europa Palace effectuait la liaison entre la Grèce et l'Italie pour le compte de Minoan Lines. Tout d'abord sur la ligne Patras - Igoumenitsa - Ancône puis à partir de 2006 sur Patras - Igoumenitsa - Venise. Il naviguait parfois entre Le Pirée et Héraklion en Crète en remplacement des navires habituellement affectés.
De 2012 à 2018, le navire était affecté aux traversées entre l'Italie continentale et la Sardaigne sur la ligne Civitavecchia - Arbatax - Cagliari.
Depuis 2018, il dessert les lignes de Minoan Lines entre Le Pirée et la Crète telles que Le Pirée - Héraklion ou Le Pirée - La Canée.